# Maratona aquática no Campeonato Europeu de Esportes Aquáticos de 2022 - 25 km masculino
Os 25 km da maratona aquática masculina da maratona aquática no Campeonato Europeu de Esportes Aquáticos de 2022 seria realizado no dia 20 de agosto, em Óstia na Itália. Os nadadores foram interrompidos no meio da competição devido ao clima extremo e o evento foi cancelado. 

## Calendário
| Fase  | Data         | Hora  |
| ----- | ------------ | ----- |
| Final | 20 de agosto | 13:00 |

Todos os horários estão no horário local (UTC+1)

## Resultados
Esses foram os inscritos para a competição.
| Pos. | Nadador              | Nacionalidade | Tempo |
| ---- | -------------------- | ------------- | ----- |
|      | Matěj Kozubek        | Chéquia       |       |
|      | Axel Reymond         | França        |       |
|      | Andreas Waschburger  | Alemanha      |       |
|      | Dario Verani         | Itália        |       |
|      | Zalan Sarkany        | Hungria       |       |
|      | Matthieu Magne       | França        |       |
|      | Marcel Schouten      | Países Baixos |       |
|      | Lars Bottelier       | Países Baixos |       |
|      | Martin Straka        | Chéquia       |       |
|      | Matteo Furlan        | Itália        |       |
|      | Mario Sanzullo       | Itália        |       |
|      | Ben Langner          | Alemanha      |       |
|      | Péter Gálicz         | Hungria       |       |
|      | Alexandre Verplaetse | França        |       |